# Kakapovití
Kakapovití (Strigopidae) je dnes již čistě novozélandská čeleď papoušků, která obsahuje dva druhy z rodu Nestor, nestora keu a nestora kaka, a jeden druh rodu Strigops, kakapa sovího. V nedávné minulosti sem patřily i dva druhy nestorů, nestor úzkozobý z ostrovů Norfolk a Phillip (vyhynul v půlce 19. století) a Nestor chathamensis z Chathamských ostrovů (vymřel v 16. století) . V nalezišti Saint Bathans v Otagu pak byly nalezeny fosilie čtyř druhů rodu Nelepsittacus (popsané jsou ovšem pouze tři z nich) , a obřího papouška druhu Heracles inexpectatus (i když jeho zařazení do této skupiny není ještě jisté) .

## Systematika
Tato skupina tvoří sesterskou skupinu vůči všem ostatním papouškům. Oddělila se od nich zhruba před 55 miliony let.. O tom, jestli to však souvisí s oddělením Zélandie od Gondwany, panují dodnes nejasnosti.

|  | kakapo soví                                                |
|  |                                                            |
|  | \| \| nestor kaka \| \| \| \| \| \| nestor kea \| \| \| \| |
|  |                                                            |
|  | nestor kaka                                                |
|  |                                                            |
|  | nestor kea                                                 |
|  |                                                            |

|  | nestor kaka |
|  |             |
|  | nestor kea  |
|  |             |

Tento článek bere jako autoritu pro systematické zařazení Handbook of the Birds of the World a nejnovější fylogenetické práce. Podle alternativního pojetí (které naleznete třeba i na českém serveru BioLib) mají kakapo a nestoři vlastní čeledi, které se spojují v nadčeledi Strigopoidea.